# Pirata aspirans
Pirata aspirans là một loài nhện trong họ Lycosidae.
Loài này thuộc chi Pirata. Pirata aspirans được Ralph Vary Chamberlin miêu tả năm 1904.